# Нове Радзіково
Нове Радзіково (пол. Nowe Radzikowo) — село в Польщі, у гміні Червінськ-над-Віслою Плонського повіту Мазовецького воєводства.
Населення — 124 особи (2011).
У 1975-1998 роках село належало до Плоцького воєводства.

## Демографія
Демографічна структура станом на 31 березня 2011 року:
|          | Загалом | Допрацездатний вік | Працездатний вік | Постпрацездатний вік |
| -------- | ------- | ------------------ | ---------------- | -------------------- |
| Чоловіки | 59      | 8                  | 46               | 5                    |
| Жінки    | 65      | 16                 | 33               | 16                   |
| Разом    | 124     | 24                 | 79               | 21                   |